# Zargān-e Abū Fāẕel
Zargān-e Abū Fāẕel (persiska: زرگان ابوفاضل, Abū Fāẕel-e Zargān) är en ort i Iran.   Den ligger i provinsen Khuzestan, i den centrala delen av landet, 500 km söder om huvudstaden Teheran. Zargān-e Abū Fāẕel ligger 26 meter över havet och antalet invånare är 841.
Terrängen runt Zargān-e Abū Fāẕel är mycket platt. Runt Zargān-e Abū Fāẕel är det ganska tätbefolkat, med 144 invånare per kvadratkilometer. Närmaste större samhälle är Veys, 5,3 km norr om Zargān-e Abū Fāẕel. Trakten runt Zargān-e Abū Fāẕel är ofruktbar med lite eller ingen växtlighet.